# Исландия на «Евровидении-2008»
Исландия на «Евровидении» 2008 была представлена коллективом Euroband, также известным как Eurobandið. Оригинальное название песни — «This is my life», хотя в отборочном конкурсе она звучала под названием «Fullkomið líf». Песня вышла из второго полуфинала 22 мая в финал с 8-го места, 24 мая в финале заняла 14-е место.

## О группе[1]
Группу основали в 2006 году Регина Оскарсдоттир (исл. Regína Óskarsdóttir), известная более как Регина Оск (исл. Regína Ósk), и Фридрик Ёрлейфссон (исл. Friðrik Hjörleifsson), известный более как Фридрик Омар (исл. Friðrik Ómar). И Регина, и Фридрик уже успели принять участие в отборах на Евровидение: в отборе 2006 года Регина исполняла песню «Ther vid hlid», а Фридрик — «Thad sem verdur» (соответственно, 2-е и 3-е места). В 2007 году в отборе участвовал только Фридрик, заняв 2-е место с песней «Eldur».
В составе группы на Евровидение-2008 отправились также несколько музыкантов-инструменталистов. Кристиан Гретарссон, Роберт Торхальссон и Эйнар Схевинг исполняют кавер-версии на песни-участницы Евровидения; клавишник Гретар Орварссон участвовал в Евровидении-1990 вместе с Сиггой Бейнтейн и песней «Eitt lag enn» (4-е место), а также стал автором песни «Nei eda ja», занявшей 7-й место в конкурсе 1992 года.

## О песне[1]
Автором музыки к песне является Орлигур Смари, автором оригинальных слов «Fullkomið líf» является Петер Феннер. Перевод песни на английский выполнил Пауль Оскар, участник Евровидения-1997. Песня в отборочном конкурсе исполнялась на исландском.

## Национальный отбор

### Участники
Телерадиокомпания RÚV объявила о начале национального отбора, установив крайний срок подачи заявок — 3 сентября 2007. Заявки принимались только от граждан Исландии, но разрешалось исполнение не на исландском языке. Презентацию исполнителей и песен организаторы отборочного конкурса решили проводить каждую неделю в субботних вечерних шоу (по три исполнителя, начиная с последней субботы сентября). Были заявлены девять авторов с тремя песнями от каждого автора: Андреа Гилфадоттир, Барди Йоханссон, Гудмундур Йонссон, Гуннар Ларус Яльмарссон, Хафдис Хульд Трастардоттир, Магнус Эйрикссон, Магнус Тор Сигмундссон, Маргрет Кристин Сигурдардоттир и Свала Бьоргвинсдоттир.
Было получено всего 146 заявок на участие в конкурсе.

### Правила отбора
Каждую субботу представлялись три песни. Победитель каждого субботнего раунда (четвертьфинала) выходил в полуфинал. Первый отбор состоялся 6 октября 2007 в рамках шоу Laugardagslögin. Победителя определяли исключительно зрители, жюри комментировали каждую песню. Позднее к участникам четвертьфиналов были добавлены шесть песен следующих авторов: Аслауг Халфданардоттир, Давид Торстейнн Олгерйссон, Хадльгримюр Оскарссон, Ёрлейфур Ингасон, Тораринн Фрейссон и Орлигур Смари.
5 января 2008 состоялось специальное шоу с нарезками лучших моментов четвертьфиналов, на котором из 11 песен, занявших 2-е место в своих турах, были выбраны ещё три песни для утешительного раунда, который состоялся 12 января. Победитель раунда выходил в полуфинал, где присоединялся ещё к 11 победителям четвертьфиналов. 12 песен были разделены на 4 полуфинала по 3 песни: 19 и 26 января, 2 и 9 февраля. По две песни из каждого полуфинала выходили в финал.
Финальное шоу с представлением всех конкурсантов началось 16 февраля 2008, сам финал состоялся 23 февраля. Перед самим концертом выступали участники конкурсов прошлых лет, представлявшие ранее Исландию на Евровидении.

### Итоги
| Номер | Исполнитель                             | Песня                             | Место |
| 1     | Davíð Þorsteinn Olgeirsson              | In Your Dreams                    |       |
| 2     | Páll Rósinkranz & Gospelkór Reykjavíkur | Gef mér von                       |       |
| 3     | Eurobandið                              | This Is My Life                   | 1     |
| 4     | Ragnheiður Gröndal                      | Don’t Wake Me Up                  |       |
| 5     | Merzedes Club                           | Ho, Ho, Ho, We say Hey, Hey, Hey  | 2     |
| 6     | Baggalútur                              | Hvað var það sem þú sást í honum? |       |
| 7     | Birgitta Haukdal & Magni Ásgeirsson     | Núna veit ég                      |       |
| 8     | Dr Spock                                | Hvar ert þú?                      | 3     |

## Оценки выступления
Автор интернет-проекта «Евровидение-Казахстан» Андрей Михеев сравнил текст песни с My Way Фрэнка Синатры, но назвал Регину недостаточно сильной исполнительницей. Группе он предсказал выход в финал и успешное выступление:

- Музыка: В новой аранжировке баллада становится техно-песней для дискотеки. 7/10
- Текст: Видимо концептуальный, в стилистике My Way. 8/10
- Вокал: Вокал Фридрика Омара всегда был силен, а вот партнершу стоило бы подобрать получше, фанатом Регины я не являюсь. 9/10
- Итог: Должна выходить в финал и там не затеряться. 8/10

Председатель российского фан-клуба OGAE Антон Кулаков назвал песню одной из лучших на скандинавской сцене и отметил отличный вокал:

- Музыка: Стильный и крутой скандинавский хит. Шведоманы должны оценить высоко. 10/10
- Текст: НУ, как бы все таки, шведохит не может быть с особым смыслом. 8/10
- Вокал: Вокалы идеальны. 9.5/10
- Итог: Вроде всё для того, чтобы в финал попасть и там засветиться есть все.

Комментировавший финал на телеканале «Россия» Дмитрий Губерниев даже сравнил группу с голландским дуэтом 2 Unlimited.

## Итоги
Исландия открыла выступление во втором полуфинале: Регина и Фридрик выступали в сопровождении четырёх бэк-вокалистов, в числе которых была и будущая участница Евровидения-2010 Гера Бьёрк. Группа Euroband заняла 8-е место в полуфинале и вышла в финал, где выступила под 11-м номером и заняла 14-е место в финале. Одним из тех, кого впечатлило выступление исландского дуэта, стал джазмен Игорь Бутман, который следил за финалом в прямом эфире телеканала «Россия».

### Голоса Исландии
| 12 баллов | Дания      |
| 10 баллов | Португалия |
| 8 баллов  | Швеция     |
| 7 баллов  | Латвия     |
| 6 баллов  | Украина    |
| 5 баллов  | Болгария   |
| 4 балла   | Хорватия   |
| 3 балла   | Мальта     |
| 2 балла   | Грузия     |
| 1 балл    | Албания    |

| 12 баллов | Дания      |
| 10 баллов | Норвегия   |
| 8 баллов  | Франция    |
| 7 баллов  | Финляндия  |
| 6 баллов  | Португалия |
| 5 баллов  | Украина    |
| 4 балла   | Латвия     |
| 3 балла   | Швеция     |
| 2 балла   | Сербия     |
| 1 балл    | Армения    |

### Голоса за Исландию
| 12 баллов                       | 10 баллов                    | 8 баллов  | 7 баллов         | 6 баллов                      |
| ------------------------------- | ---------------------------- | --------- | ---------------- | ----------------------------- |
|                                 | - Дания - Швеция             | - Франция | - Венгрия        |                               |
| 5 баллов                        | 4 балла                      | 3 балла   | 2 балла          | 1 балл                        |
| - Албания - Мальта - Португалия | - Швейцария - Великобритания | - Турция  | - Латвия - Литва | - Белоруссия - Кипр - Украина |

| 12 баллов | 10 баллов           | 8 баллов            | 7 баллов                 | 6 баллов                  |
| --------- | ------------------- | ------------------- | ------------------------ | ------------------------- |
| - Дания   |                     | - Норвегия - Швеция | - Финляндия - Португалия | - Мальта - Великобритания |
| 5 баллов  | 4 балла             | 3 балла             | 2 балла                  | 1 балл                    |
|           | - Израиль - Испания |                     | - Латвия                 |                           |